# Mady Delvaux-Stehres
Mady Delvaux-Stehres (Ciutat de Luxemburg, 11 d'octubre de 1950) és una política luxemburguesa, membre del Partit Socialista dels Treballadors (LSAP) i diputada europea el 2014.

## Biografia
Mady Delvaux-Stehres va estudiar literatura clàssica a la Sorbona i després va treballar fins a 1989 com a professora al Liceu Michel Rodange de la ciutat de Luxemburg.
És membre del Partit dels Treballadors Socialista de Luxemburg des de 1974 i el 1987 es va convertir en regidor de l'Ajuntament de Luxemburg. Va renunciar al seu lloc de professora el 1989 quan va entrar a formar part del govern com a secretari d'Estat de Salut, Seguretat Social, Joventut i Esport i com a diputada a la Cambra de Diputats de Luxemburg. Va ser Ministra de Transports i Ministra de Mitjans de Comunicació entre 1994 i 1999 i des de 2004 al 2013 ha estat Ministra d'Ensenyament i Formació Professional.

## Honors
- Oficial de l'Orde del Mèrit del Gran Ducat de Luxemburg.[2]
- Gran Creu de l'Orde de la Corona de Roure (promoció 1999).[3]
- Gran oficial de l'Orde d'Adolf de Nassau (promoció 1999)[4] (promoció 1999)